# Georgia O'Keeffe
Georgia O'Keeffe (Sun Prairie, 15 de noviembre de 1887-Santa Fe, 6 de marzo de 1986) fue una artista estadounidense, conocida especialmente por sus pinturas de flores, rascacielos de Nueva York y paisajes de Nuevo México. O'Keeffe ha sido reconocida como la "madre del modernismo estadounidense".

## Biografía
Georgia O'Keeffe (pronunciado /ˌdʒɔːrdʒə əʊˈkiːf/ en inglés de EE. UU.) nació el 15 de noviembre de 1887 en Sun Prairie, en una casa de campo situada en 2405 Hwy T en el pueblo de Sun Prairie, Wisconsin. O' Keeffe fue la segunda de siete hijos. Sus padres, Francis Calyxtus O'Keeffe e Ida Totto eran productores de leche. Su padre era irlandés. Su abuelo materno George Victor Totto, en cuyo recuerdo fue llamada Georgia, era un conde húngaro que emigró a Estados Unidos en 1848.
Asistió a la Escuela Municipal en Sun Prairie. A los diez años había decidido convertirse en artista, y ella y su hermana se formaron con la acuarelista local Sara Mann. O'Keeffe asistió a la escuela secundaria en la Academia Sagrado Corazón en Madison, Wisconsin, entre 1901 y 1902. A finales de 1902 los O'Keeffe se trasladaron de Wisconsin a Peacock Hill en Williamsburg, Virginia. O'Keeffe se quedó un año más en Wisconsin con su tía y asistió a Madison High School, después se unió a su familia. Completó la escuela secundaria como estudiante en el Chatham Episcopal Institute en Virginia (ahora Chatham Hall) y se graduó en 1905. Perteneció a la fraternidad de mujeres Kappa Delta.
En 1905 O'Keeffe comenzó su formación artística formal en la escuela del Instituto de Arte de Chicago y después en la Liga de estudiantes de arte de Nueva York, pero se sentía limitada por la formación que recibía, orientada a reconstruir o copiar lo que estaba en la naturaleza. En 1908, incapaz de financiar su educación superior, trabajó durante dos años como ilustradora comercial y luego pasó siete años entre 1911 y 1918 enseñando en Virginia, Texas y Carolina del Sur. Durante los veranos de 1912 a 1914 estudió arte y conoció los principios y filosofías de Arthur Wesley Dow, que apoyaba que las obras de arte se crearan en base al estilo, diseño e interpretación personal de temas en lugar de intentar copiar o representar. Esto produjo un gran cambio en la forma en la que abordó el arte, como se ve en las etapas iniciales de las acuarelas realizadas en la Universidad de Virginia y más dramáticamente en los dibujos de carbón que produjo en 1915 y con los que llegaba a la abstracción total. Alfred Stieglitz, comerciante de arte y fotógrafo, organizó una exhibición de sus trabajos en 1916. Durante los dos años siguientes, ella fue profesora y continuó sus estudios en el Teacher's College, Universidad de Columbia. En ese tiempo visitó a su hermano Alexis en un campamento militar en Texas antes de embarcarse para Europa durante la Primera Guerra Mundial. Allí pintó, "La Bandera", donde expresaba su ansiedad y depresión acerca de la guerra.
Se mudó a Nueva York en 1918 a petición de Stieglitz y comenzó a trabajar profesionalmente como artista. Desarrollaron una relación profesional pero también personal, casándose en 1924. O'Keeffe creó muchas formas de arte abstracto, incluyendo primeros planos de flores, como las pinturas de Red Canna, que muchos creían que representaban los genitales de las mujeres, aunque ella negó esa intención. Su relación con la representación de la sexualidad de las mujeres también fue alimentada por fotografías sensualmente explícitas que Stieglitz había tomado y exhibido de O'Keeffe.
La pareja convivió en Nueva York hasta 1929, cuando O'Keeffe comenzó a pasar parte del año en el suroeste. Estos parajes fueron inspiración para sus pinturas de paisajes de Nuevo México e imágenes de cráneos de animales, como "Cráneo de vaca: Rojo, Blanco, y azul" y "La cabeza del espolón Hollyhock blanco y pequeñas colinas". Después de la muerte de Stieglitz se trasladó definitivamente a Nuevo México, primero en Abiquiú y sus últimos años ya en Santa Fe. 
En 2014, la obra "Jimson Weed" de 1932 se vendió por 44,4 millones de dólares, más de tres veces el récord de subasta mundial anterior para cualquier artista femenina. El Museo de Georgia O'Keeffe se fundó en 1997 en Santa Fe.

## Trayectoria

### Educación y carrera temprana

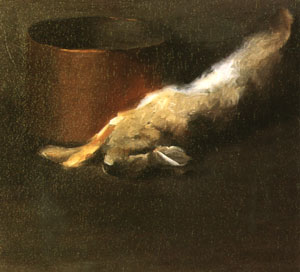
Georgia O'Keeffe, Dead Rabbit with Copper Pot, 1908,.

O'Keeffe estudió y se posicionó en la parte superior de su clase en la Escuela del Instituto de Arte de Chicago de 1905 a 1906, estudiando con John Vanderpoel. Debido a la fiebre tifoidea, tuvo que dejar un año su educación. En 1907, asistió a la Liga de estudiantes de arte de Nueva York, donde estudió con William Merritt Chase, Kenyon Cox y F. Luis Mora. En 1908, ganó el premio Still-life de la Liga de William Merritt Chase por su pintura al óleo Dead Rabbit with Copper Pot. Su premio fue una beca para asistir a la escuela de verano al aire libre de la Liga en Lake George, Nueva York. Mientras que en la ciudad, O'Keeffe visitó las galerías, como 291, co-administrada por su marido futuro, el fotógrafo Alfred Stieglitz. La galería promovió el trabajo de artistas y fotógrafos vanguardistas de Estados Unidos y Europa.
En 1908, O'Keeffe descubrió que no podría financiar sus estudios. Su padre se había declarado en quiebra y su madre estaba gravemente enferma de tuberculosis. Tampoco estaba interesada en crear una carrera como pintora basada en la tradición mimética que había formado la base de su formación artística. Ella aceptó un trabajo en Chicago como artista comercial y trabajó allí hasta 1910, cuando ella volvió a Virginia para recuperarse de un caso del sarampión y después se trasladó con su familia a Charlottesville. Ella no pintó durante cuatro años, y dijo que el olor de la trementina la hacía enfermar. Ella comenzó a enseñar arte en 1911. Uno de sus puestos era en su escuela anterior, el instituto episcopal de Chatham en Virginia.
Ella tomó una clase de arte de verano en 1912 en la Universidad de Virginia de Alon Bement, que era miembro de la facultad de la Universidad de Columbia Teachers College. Bement, se enteró de ideas innovadoras de Arthur Wesley Dow, un colega de su instructor. El enfoque de Dow estuvo influenciado por los principios del arte japonés en cuanto a diseño y composición. Comenzó a experimentar con composiciones abstractas y desarrolló un estilo personal que se alejó del realismo. Ella tomó clases en la Universidad de Virginia durante dos veranos más. Ella también tomó una clase en la primavera de 1914 en la Teacher's College de la universidad de Columbia con Dow, quien influyó más profundamente su pensamiento sobre el proceso de hacer arte. Sus estudios en la Universidad de Virginia, basados en los principios de Dow, fueron fundamentales en el desarrollo de O'Keeffe como artista. A través de su exploración y crecimiento como artista, ayudó a establecer el movimiento del modernismo americano. En noviembre de 2016, el Museo Georgia O'Keeffe reconoció la importancia de su tiempo en Charlottesville dedicando una exposición, utilizando acuarelas que había creado durante tres veranos. Se tituló O'Keeffe en la Universidad de Virginia, 1912-1914.
Desde 1912 hasta 1914, enseñó arte en escuelas públicas en Amarillo en el Texas Panhandle. Durante los veranos, fue la asistente de enseñanza de Bement.

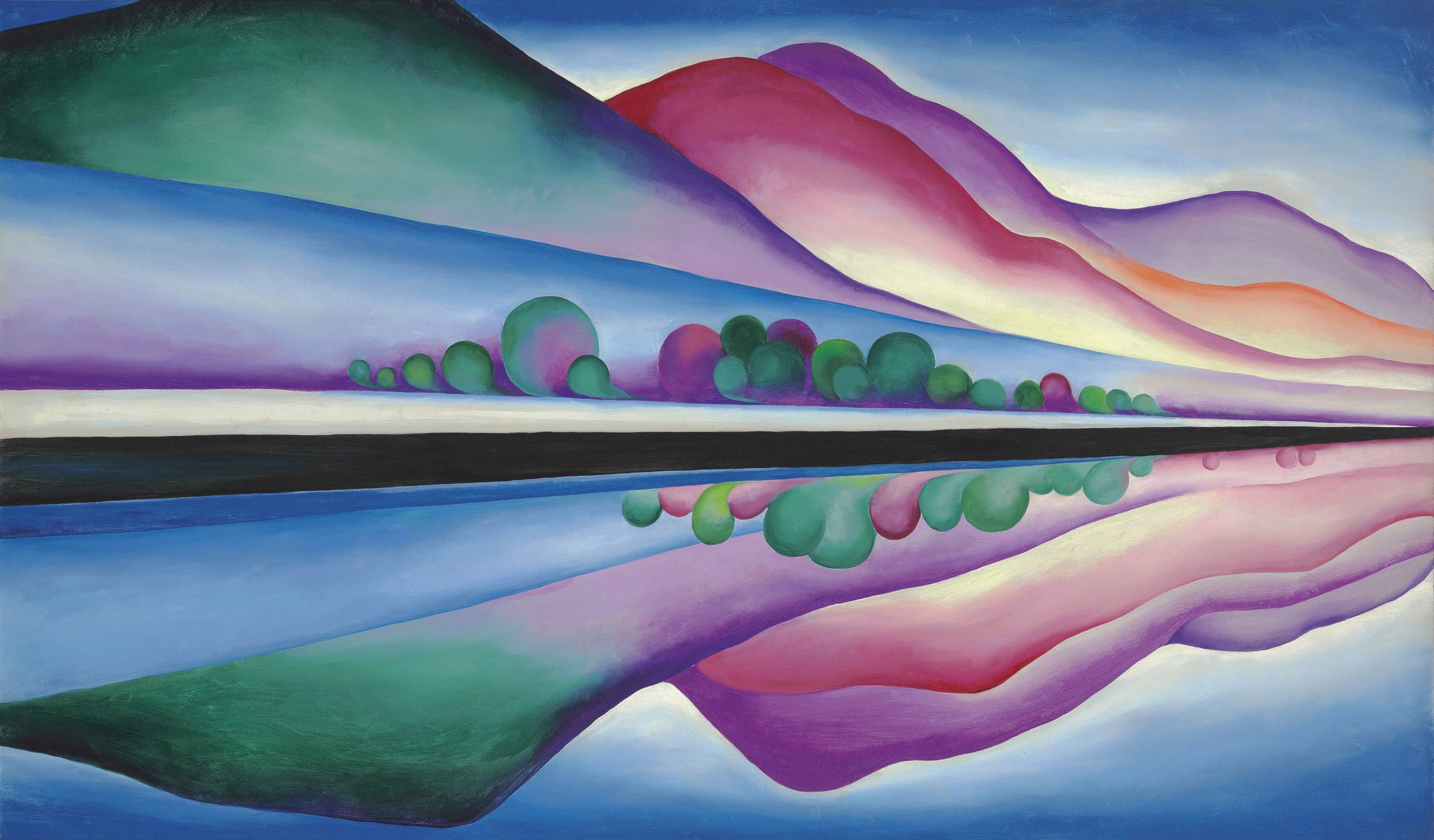
Lake George Reflection 1921-1922

Enseñó en Columbia College, Columbia, Carolina del Sur a finales de 1915, en donde completó una serie de abstracciones en carbón muy innovadoras, basadas en sus sensaciones personales. El museo Georgia O'Keeffe dice que fue uno de los primeros artistas americanos en practicar la abstracción pura. O'Keeffe envió los dibujos por correo a una amiga y excompañera de clase en Teachers College, Anita Pollitzer, quien los llevó a Alfred Stieglitz a su galería 291 a principios de 1916. Stieglitz los encontró como las "cosas más puras, más finas y sinceras que habían entrado a 291 en un largo tiempo", y dijo que le gustaría mostrarlas. A principios de 1916, O'Keeffe estaba en Nueva York en Teachers College, Universidad de Columbia. En abril de ese año, Stieglitz exhibió diez de sus dibujos en 291.
Después de trabajo adicional en Columbia a principios de 1916 y clases de verano para Bement, ella era la cabeza del departamento de arte que comenzaba en otoño de 1916 en el Colegio Normal del Estado de West Texas, en Canyon. Comenzó una serie de acuarelas basadas en el paisaje y las amplias vistas durante sus paseos, incluyendo pinturas vibrantes que hizo de Palo Duro Canyon. O'Keeffe, queien gozaba de amaneceres y puestas de sol, desarrolló una afición por los colores intensos y nocturnos. A partir de una práctica que comenzó en Carolina del Sur, O'Keeffe pintó para expresar sus sensaciones y sentimientos más privados. En lugar de dibujar un diseño antes de pintar, ella creó libremente diseños. O'Keeffe continuó experimentando hasta que creyó que ella capturó la verdad de sus sensaciones en el acuarela. Ella "capturó un paisaje monumental en esta configuración simple, fusionando pigmentos azules y verdes en graduaciones tonales casi indistintas que simulan el efecto pulsante de la luz en el horizonte del Panhandle de Texas", según la autora Sharyn Rohlfsen Udall.

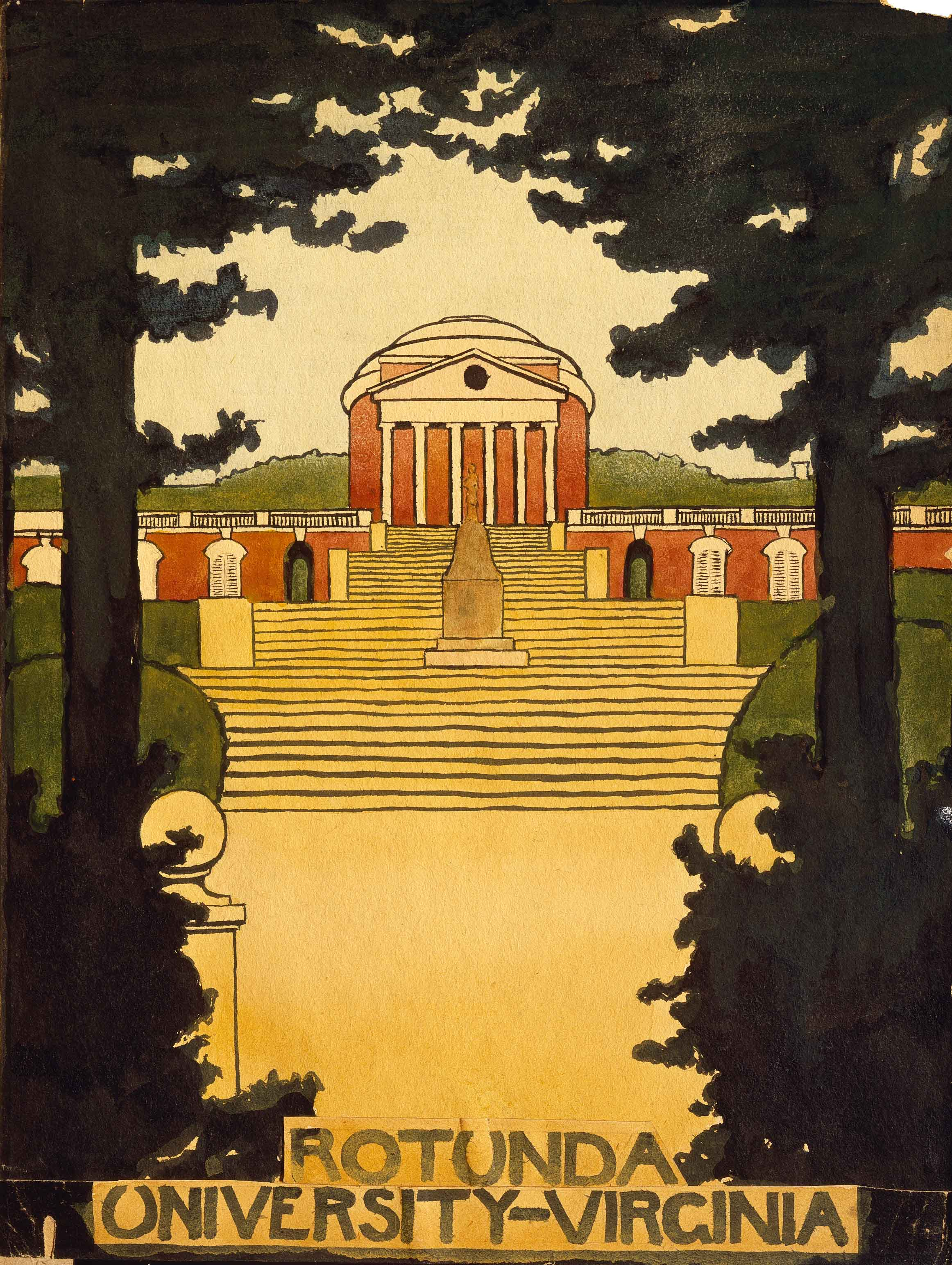
Georgia O’Keeffe, Untitled, The Rotunda at University of Virginia, Acuarela en papel, 11 7/8 x 9 (30.16 x 22.86), 1912-1914

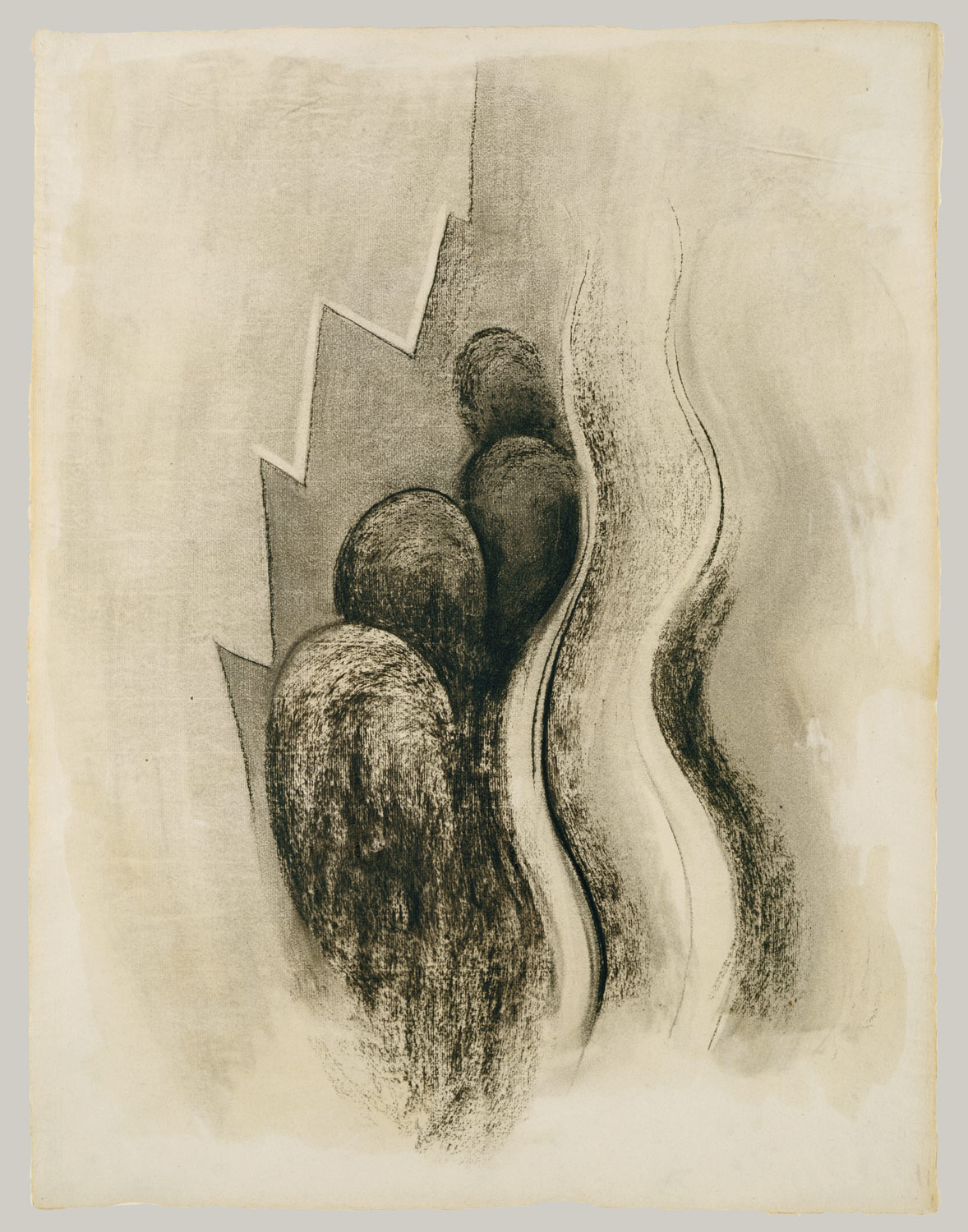
Georgia O'Keeffe, Drawing XIII, 1915, Carboncillo en papel, Museo Metropolitano de Arte.

### Nueva York
Stieglitz, casi un cuarto de siglo más viejo que O'Keeffe, proporcionó la ayuda financiera y consiguió una residencia y un lugar para ella para pintar en Nueva York en 1918. Desarrollaron una relación personal cercana y él promovió su trabajo. Llegó a conocer a muchos de los primeros modernistas estadounidenses que formaban parte del círculo de artistas de Stieglitz, entre ellos Charles Demuth, Arthur Dove, Marsden Hartley, John Marin, Paul Strand y Edward Steichen. La fotografía de Strand, así como la de Stieglitz y sus muchos amigos fotógrafos, inspiraron el trabajo de O'Keeffe. También alrededor de esta época, O'Keeffe se enfermó durante la pandemia de gripe de 1918, como muchos otros.

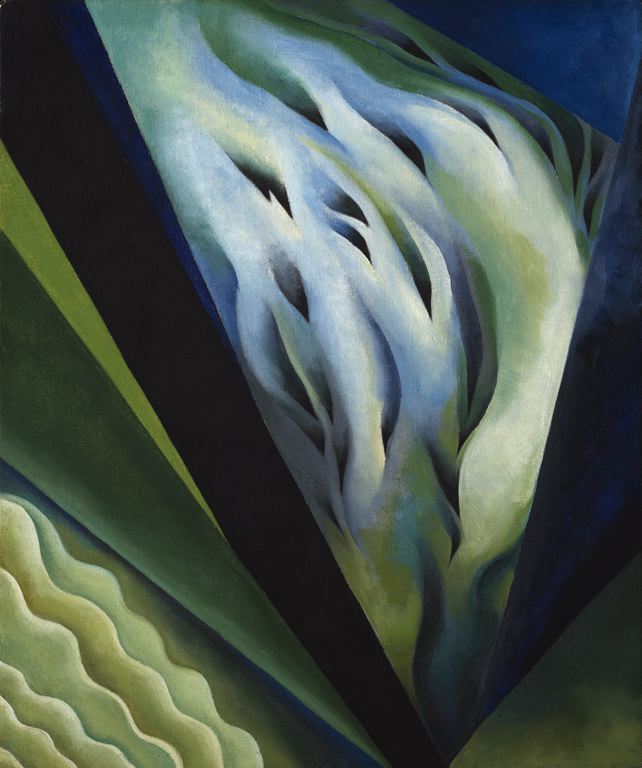
Blue and Green Music, 1921

O'Keeffe comenzó a crear imágenes simplificadas de cosas naturales, como hojas, flores y rocas. Inspirada por precisionismo, Green Apple, terminada en 1922, representa su noción de vida simple, significativa. O'Keeffe dijo ese año, "es solo por la selección, por la eliminación, y por el énfasis que vemos el verdadero significado de las cosas". Música azul y verde expresa los sentimientos de O'Keeffe sobre la música a través del arte visual, usando colores audaces y sutiles.
O'Keeffe, famosa por su representación de flores, realizó unas 200 pinturas de flores, que a mediados de la década de 1920 eran representaciones a gran escala de flores, como si se vieran a través de una lente de aumento, como las Amapolas Orientales y varias pinturas de Canna Roja. Ella pintó su primera pintura a gran escala de la flor, Petunia, n.º 2, en 1924 la cual fue exhibida en 1925. Haciendo las representaciones magnificadas de objetos incluyó un sentido del temor y de intensidad emocional. El 20 de noviembre de 2014, la obra de O'Keeffe Jimson Weed (1932) se vendió por $44.405.000 dólares, más de tres veces el récord de la subasta mundial anterior para cualquier artista femenina.
Obras como Black Iris III (1926) evocan una representación velada de los genitales femeninos, mientras que también representa con precisión el centro de un iris. O'Keeffe negó sistemáticamente la validez de las interpretaciones freudianas de su arte.
Después de haberse mudado a un apartamento en el piso 30 en el Hotel Shelton en 1925, O'Keeffe comenzó una serie de pinturas de los rascacielos de la ciudad y el horizonte. Una de sus obras más notables, que demuestra su habilidad para representar los edificios en el estilo precisionista, es la Radiator Building-Night, Nueva York. Otros ejemplos incluyen Calle de Nueva York con la Luna (1925), El Shelton con las manchas solares, N.Y. (1926), y La noche de la ciudad (1926). Ella hizo un paisaje urbano, East River desde el trigésimo piso del hotel Shelton en 1928, una pintura triste de su vista del río del este y de las fábricas que emiten humo en Queens. El año siguiente hizo su obra final del horizonte de Nueva York y pinturas de rascacielos, posteriormente viajó a Nuevo México, el cual se convirtió en una fuente de inspiración para su trabajo.
En 1924, Stieglitz organizó una exhibición simultánea de las obras de arte de O'Keeffe y sus fotografías en Anderson Galleries y organizó otras exposiciones importantes. El Museo de Brooklyn realizó una retrospectiva de su obra en 1927. En 1928, anunció a la prensa que seis de sus pinturas de Calla fueron vendidas a un comprador anónimo en Francia por US $ 25 000, pero no hay pruebas de que esta transacción se produjo en la forma en que Stieglitz informó. Sin embargo, debido a la prensa, las pinturas de O'Keeffe se vendieron a un precio más alto desde ese momento. A finales de los años veinte se destacó por su trabajo como artista estadounidense.

### Taos
O'Keeffe viajó a Nuevo México en 1929 con su amiga Rebecca Strand y se quedó en Taos en la casa de Mabel Dodge Luhan, quien proporcionó a las mujeres con estudios. O'Keeffe fue en muchos viajes, explorando las montañas escarpadas y los desiertos de la región ese verano y visitó más adelante el rancho cercano de DH Lawrence y Frieda Lawrence, en donde ella terminó su famosa pintura al óleo, el árbol de Lorenzo, actualmente en propiedad del Wathworth Athenaeum en Hartford, Connecticut. O'Keeffe visitó y pintó la histórica Iglesia de la Misión de San Francisco de Asís en Ranchos de Taos. Realizó varias pinturas de la iglesia, al igual que muchos artistas, y su pintura de un fragmento en silueta contra el cielo la capturó desde una perspectiva única.

### Nuevo México y Nueva York
O'Keeffe pasó parte de casi todos los años trabajando en Nuevo México. Recogió piedras y huesos del suelo del desierto y los hizo, así como las formas arquitectónicas y paisajísticas características de los temas en su trabajo. Conocida como una solitaria, O'Keeffe exploró la tierra que amaba a menudo en su modelo Ford A, que compró y aprendió a conducir en 1929. A menudo hablaba de su afición por Ghost Ranch y el norte de Nuevo México, como en 1943, cuando ella Explicó: "Es un lugar hermoso, intacto y solitario, una parte tan fina de lo que yo llamo el 'Lejano'. Es un lugar que he pintado antes ... y ahora debo hacerlo de nuevo".
Debido al agotamiento y la mala salud, no trabajó desde finales de 1932 hasta aproximadamente a mediados de los años treinta. Ella era un artista popular y recibió varias comisiones y sus obras fueron expuestas en Nueva York y otros lugares. En 1936, completó lo que se convertiría en una de sus pinturas más conocidas, Summer Days, en 1936. Representó una escena del desierto con un cráneo de ciervo con vibrantes flores silvestres. Al igual que la "Ram Head with Hollyhock", representaba el cráneo flotando sobre el horizonte.
En 1938, la agencia de publicidad N. W. Ayer & Son se acercó a O'Keeffe para crear dos pinturas para la Hawaiian Pineapple Company (ahora Dole Food Company) para usar en su publicidad. Otros artistas que produjeron pinturas de Hawái para la publicidad de Hawaiian Pineapple Company incluyen Lloyd Sexton, Jr., Millard Sheets, Yasuo Kuniyoshi, Isamu Noguchi, y Miguel Covarrubias. La oferta llegó en un momento crítico en la vida de O'Keeffe: tenía 51 años, y su carrera parecía estancada (los críticos le estaban llamando a su centro en Nuevo México como limitada y calificando sus imágenes del desierto como "una especie de producción en masa"). Llegó a Honolulu el 8 de febrero de 1939 a bordo del SS Lurline y pasó nueve semanas en Oahu, Maui, Kauai y la isla de Hawái. Por mucho, el período más productivo y más vívido fue en Maui, donde se le dio completa libertad para explorar y pintar. Pintó flores, paisajes y anzuelos tradicionales hawaianos. De vuelta en Nueva York, O'Keeffe completó una serie de 20 pinturas sensuales y verdes. Sin embargo, ella no pintó la piña solicitada hasta que la compañía hawaiana de la piña envió una planta a su estudio de Nueva York.
Durante la década de 1940 O'Keeffe tuvo dos retrospectivas individuales, la primera en el Art Institute of Chicago (1943). Su segundo fue en 1946, cuando fue la primera mujer artista en tener una retrospectiva en el Museo de Arte Moderno (MoMA) de Manhattan. El Whitney Museum of American Art comenzó un esfuerzo para crear el primer catálogo de su obra a mediados de los años 40.

En la década de 1940, O'Keeffe hizo una extensa serie de pinturas de lo que se llama el "Black Place", a unos 150 kilómetros al oeste de su casa Ghost Ranch. O'Keeffe dijo que el Black Place se parecía a "una milla de elefantes con colinas grises y arena blanca a sus pies". Realizó pinturas del "Lugar Blanco", una formación de roca blanca situada cerca de su casa en Abiquiú.

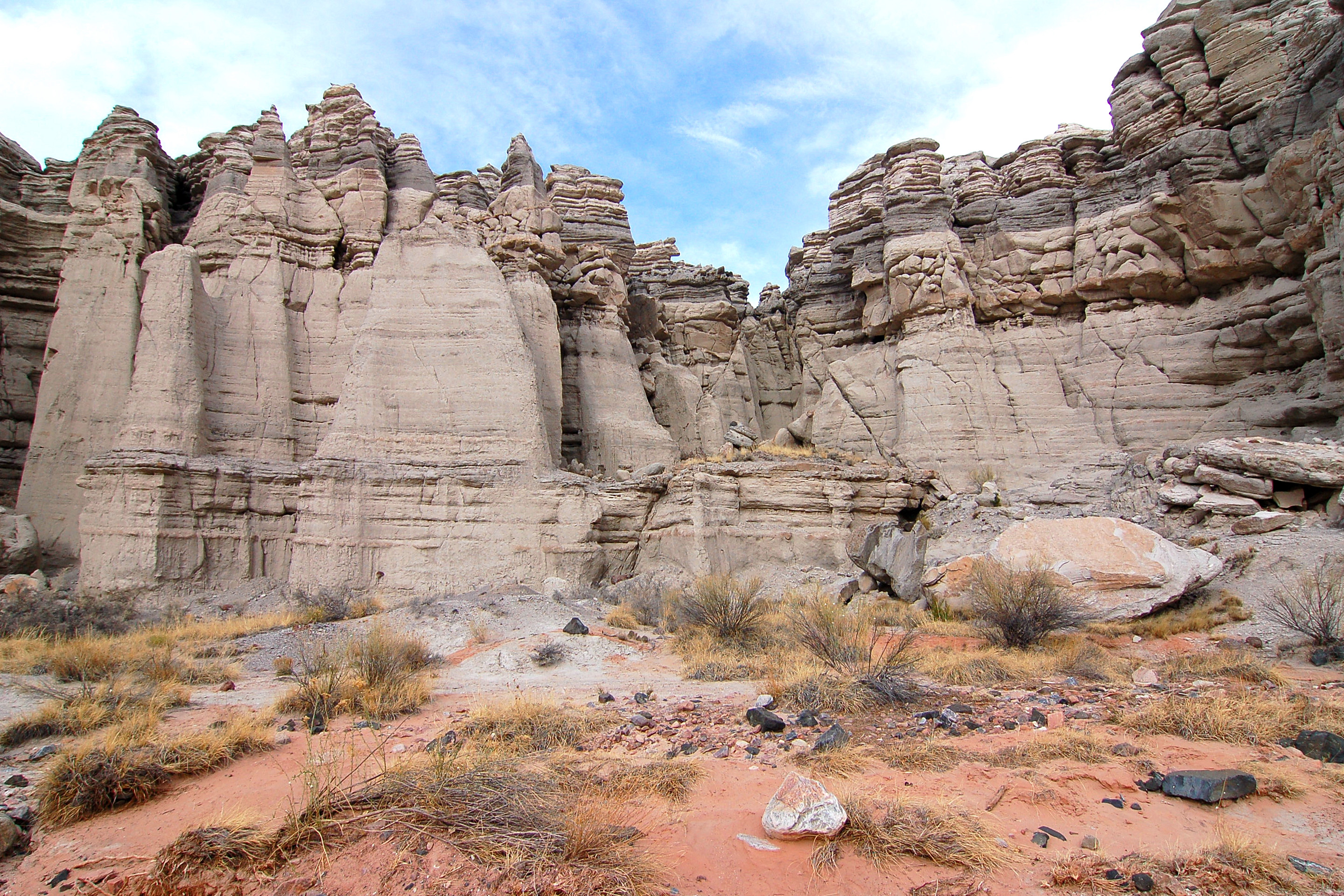
"White Place", las colinas de Plaza Blanca cerca de Abiquiú.

### Abiquiú
En 1946 empezó a realizar su obra de las formas arquitectónicas de su casa en Abiquiú. Otra pintura distintiva era "Escalera a la Luna", 1958. O'Keeffe produjo una serie de arte de la vista celeste, como el cielo sobre las nubes a mediados de los años 60 los cuales fueron inspirados por sus vistas de ventanas desde un las ventanas de un avión.
El Museo de Arte de Worcester realizó una retrospectiva de su obra en 1960 y diez años más tarde, el Museo Whitney de Arte Americano montó la Exposición Retrospectiva de Georgia O'Keeffe.
En 1972, O'Keeffe perdió gran parte de su vista debido a una degeneración macular, dejándola solo con visión periférica. Dejó de pintar al óleo sin ayuda en 1972. En la década de 1970, realizó una serie de obras en acuarela. Su autobiografía, Georgia O'Keeffe, publicada en 1976 fue un best seller.
Judy Chicago le dio a O'Keeffe un lugar prominente en The Dinner Party (1979) en reconocimiento a lo que muchas artistas feministas prominentes consideraban la innovadora introducción de imágenes sensuales y feministas en sus obras de arte. Aunque las feministas celebraron a O'Keeffe como la creadora de la "iconografía femenina", O'Keeffe se negó a unirse al movimiento de arte feminista o cooperar con cualquier proyecto. Más particularmente, no le gustaba ser llamada una "mujer artista", quería ser considerada un "artista" solamente.
Continuó trabajando a lápiz y carbón hasta 1984.

## Vida privada y muerte
En junio de 1918, O'Keeffe aceptó la invitación de Stieglitz de mudarse a Nueva York y aceptar su apoyo financiero. Stieglitz, quien estaba casado, se mudó con ella en julio.
En febrero de 1921, las fotografías que Stieglitz tomó de O'Keeffe fueron incluidas en una exposición retrospectiva en las Galerías Anderson. Stieglitz empezó a fotografiar a O'Keeffe cuando la visitó en Nueva York para ver su exposición de 1917, y siguió tomando fotografías, en muchas de las cuales estaba desnuda. Creó una sensación pública. Cuando se retiró de la fotografía en 1937, había hecho más de 350 retratos de ella. En 1978 escribió acerca de lo distante que se sentía de ellas: "Cuando miro las fotografías que Stieglitz tomó de mí -algunas de ellas hace más de sesenta años- me pregunto quién es esa persona, es como si en mi única vida hubiera vivido muchas vidas".
En 1924, Stieglitz se divorció de su esposa Emmeline, y se casó con O'Keeffe. Para poder pasar el resto de sus vidas juntos, su relación era "una colusión... un sistema de acuerdos y concesiones, tácitamente acordado y llevado a cabo, en su mayor parte, sin el intercambio de una palabra. Prefiriendo evitar la confrontación en la mayoría de los casos, O'Keeffe fue el principal agente de la colusión en su relación", según su biógrafa Benita Eisler.
Vivían principalmente en la ciudad de Nueva York, pero pasaron sus veranos en su casa familiar, Oaklawn, en Lake George, en el norte de Nueva York.
En 1928, Stieglitz inició un romance adúltero con Dorothy Norman y perdió un proyecto para crear un mural para Radio City Music Hall. Luego fue hospitalizada por depresión. O'Keeffe comenzó a pasar los veranos pintando en Nuevo México en 1929. Viajó en tren con su amiga Rebecca Strand a Taos, donde Mabel Dodge Luhan los trasladó a su casa y les proporcionó estudios.

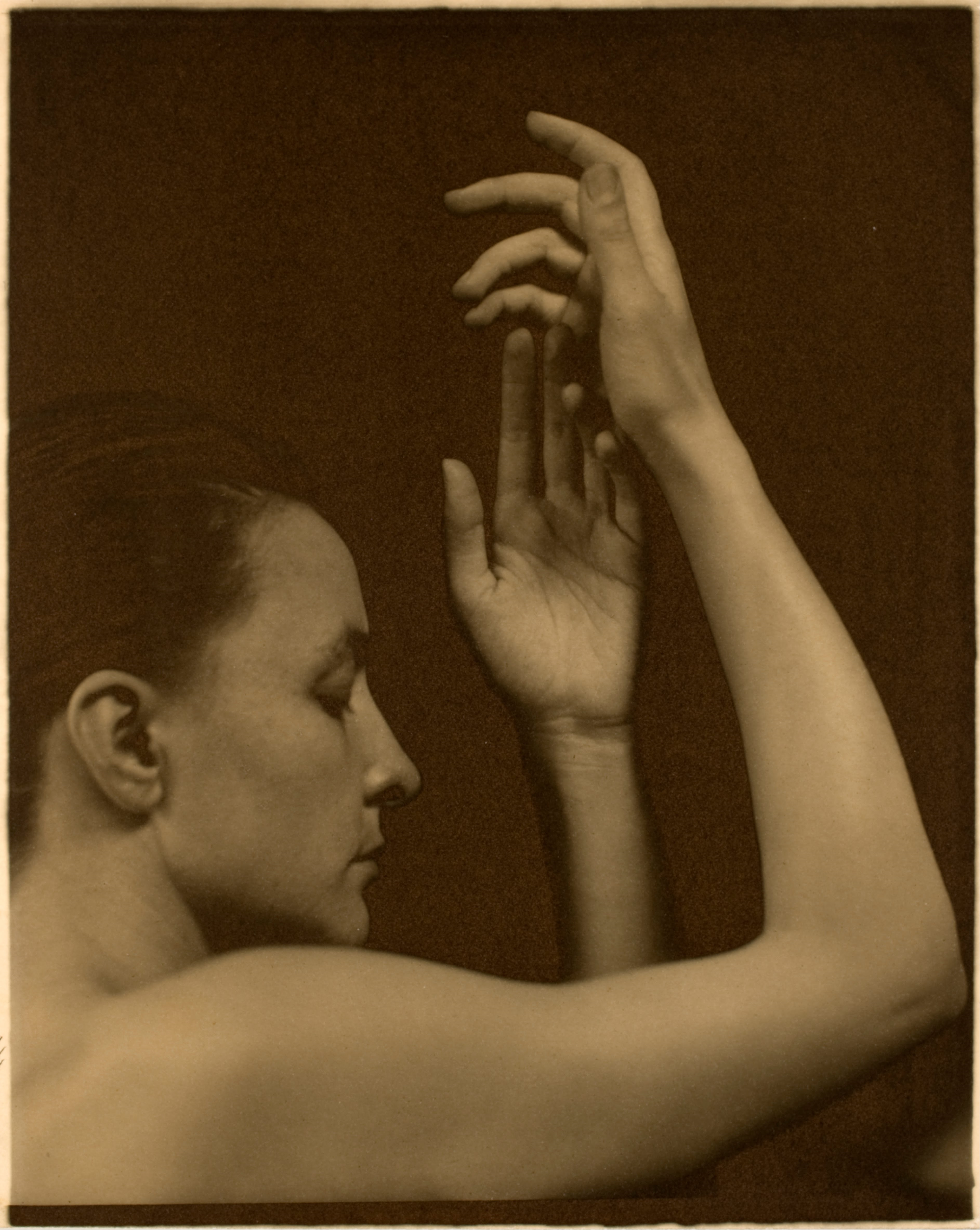
Alfred Stieglitz, Georgia O'Keeffe, 1920

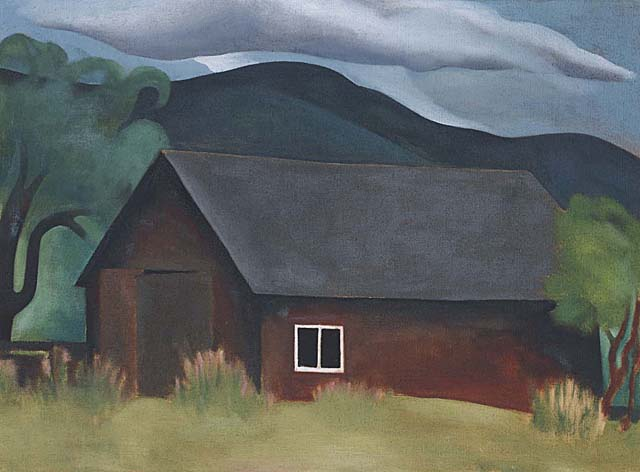
My Shanty, Lake George, óleo,, The Phillips Collection, Washington D. C.

En 1933, O'Keeffe fue hospitalizada durante dos meses después de haber sufrido un colapso nervioso, en gran parte porque estaba destrozada por la continua infidelidad de Stieglitz con Dorothy Norman. No volvió a pintar hasta enero de 1934. A principios de 1933 y 1934, O'Keeffe se recuperó en Bermuda y regresó a Nuevo México a mediados de 1934. En agosto de ese año, visitó Ghost Ranch, al norte de Abiquiú, por primera vez y decidió de inmediato vivir allí; En 1940, se trasladó a una casa en la propiedad del rancho. Los acantilados multicolores del rancho inspiraron algunos de sus paisajes más famosos. En 1977, O'Keeffe escribió: "[los] acantilados de allí parecen casi pintados para usted, eso piensa usted, hasta que intenté pintarlos". Entre los invitados que la visitaron en el rancho durante los años estuvieron Charles y Anne Lindbergh, el cantautor Joni Mitchell, el poeta Allen Ginsberg y el fotógrafo Ansel Adams. Viajó y acampó en "Black Place" a menudo con su amiga María Chabot y más tarde con Eliot Porter.
En 1945, O'Keeffe compró una segunda casa, una hacienda abandonada en Abiquiú, que ella reformó como una casa y un estudio. Poco después de que O'Keeffe llegara para el verano en Nuevo México en 1946, Stieglitz sufrió una trombosis cerebral. Ella voló inmediatamente a Nueva York para estar con él. Murió el 13 de julio de 1946. Enterró sus cenizas en el lago George. Pasó los tres años siguientes principalmente en Nueva York estableciendo su propiedad y se mudó permanentemente a Nuevo México en 1949, pasando el tiempo en Ghost Ranch y la casa de Abiquiú que hizo su estudio.
Todd Webb, un fotógrafo que conoció en los años 40, se trasladó a Nuevo México en 1961. A menudo hacía fotografías de ella, al igual que otros numerosos fotógrafos norteamericanos importantes, quienes consistentemente presentaron a O'Keeffe como una "persona solitaria". Mientras que O'Keeffe era conocida por tener una "personalidad espinosa", las fotografías de Webb la retratan con una especie de "tranquilidad y silencio" que sugiere una amistad relajada y revela nuevos contornos del personaje de O'Keeffe.
O'Keeffe disfrutó viajando a Europa y luego alrededor del mundo, a partir de la década de 1950. Varias veces tomó viajes de canotaje por el río Colorado, incluyendo un viaje por Glen Canyon, Utah, en 1961 con Webb y el fotógrafo Eliot Porter.
En 1973, contrató a Juan Hamilton, un alfarero de 27 años, como ayudante de turno y luego como cuidador. Hamilton le enseñó a O'Keeffe a trabajar con arcilla y le ayudó a escribir su autobiografía. Trabajó para ella durante 13 años. O'Keeffe se volvió cada vez más frágil a finales de los 70. Se mudó a Santa Fe en 1984, donde murió el 6 de marzo de 1986 a la edad de 98 años. Su cuerpo fue cremado y sus cenizas fueron diseminadas, como ella deseaba, en la tierra alrededor de Ghost Ranch.
Después de la muerte de O'Keeffe, su familia impugnó su voluntad porque los codicilos que le hicieron en los años 80 habían dejado la mayor parte de su patrimonio de $ 76 millones a Hamilton. El caso fue finalmente resuelto fuera de la corte en julio de 1987. El caso se hizo famoso como un precedente en la planificación de sucesiones.

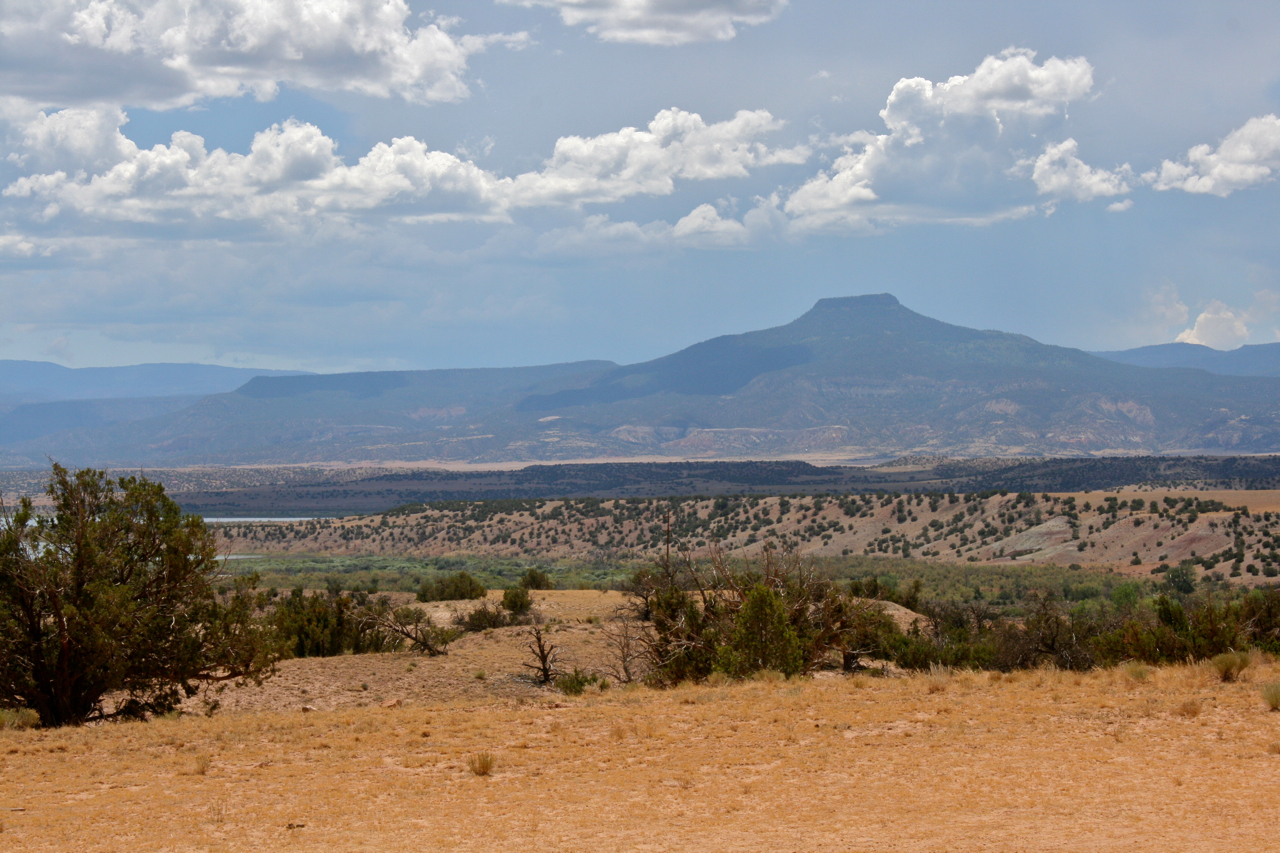
Cerro Pedernal, visto desde Ghost Ranch. Éste fue un tema prominente para ella, quien dijo "Ésta es mi montaña privada, me pertenece, Dios me dijo que si la pintaba lo suficiente, podía quedármela."

O'Keeffe fue una leyenda que comenzó en la década de 1920, conocida tanto por su espíritu independiente y su modelo femenino, como por sus dramáticas e innovadoras obras de arte. Nancy y Jules Heller dijeron: "Lo más notable de O'Keefe fue la audacia y singularidad de sus primeros trabajos". En aquella época, incluso en Europa, había pocas artes que exploraban la abstracción. A pesar de que sus obras pueden mostrar elementos de diferentes movimientos modernistas, como el surrealismo y el Precisionismo, su trabajo es únicamente su propio estilo. Recibió aceptación sin precedentes como una artista femenina del mundo de las bellas artes debido a sus poderosas imágenes gráficas y dentro de una década de mudarse a la ciudad de Nueva York, fue la artista mujer estadounidense mejor pagada. O'Keeffe también fue conocida por su relación con Stieglitz, a la cual se refirió mucho en su autobiografía.
Una parte sustancial de los bienes de su herencia fueron transferidos a la Fundación Georgia O'Keeffe, una organización sin fines de lucro. El Museo Georgia O'Keeffe se inauguró en Santa Fe en 1997. Los bienes incluían una gran parte de su obra, fotografías, materiales de archivo, y su casa, biblioteca y propiedad de Abiquiú. El hogar y el estudio de Georgia O'Keeffe en Abiquiú fue designado un lugar histórico nacional en 1998 y ahora es propiedad del museo de Georgia O'Keeffe.

## Reconocimientos
O'Keeffe fue elegida a la Academia Americana de Artes y Letras y en 1966 fue elegida miembro de la Academia Americana de Artes y Ciencias. Entre sus premios y honores, O'Keeffe recibió el Premio M. Carey Thomas en Bryn Mawr College en 1971 y dos años más tarde recibió un título honorario de la Universidad de Harvard.
En 1977, el presidente Gerald Ford presentó a O'Keeffe con la Medalla Presidencial de la Libertad, el más alto honor otorgado a los civiles estadounidenses. En 1985, fue galardonada con la Medalla Nacional de las Artes por el presidente Ronald Reagan. En 1993, fue admitida en el Salón Nacional de la Fama de Mujeres.
Georgia O'Keeffe forma parte de la instalación de la artista feminista Judy Chicago, The Dinner Party. Esta es una historia simbólica de la mujer en la civilización occidental que representa a 1.038 mujeres de la historia; 39 de ellas están representadas por cubiertos y otras 999 en los nombres que están inscritos en The Heritage Floor sobre el que descansa la mesa. Es el último cubierto de La Cena. Su plato tiene la mayor altura, lo que significa su liberación artística y su éxito como artista femenina. Las imágenes de su plato incorporan las formas que utilizó en sus propios cuadros de flores, como Black Iris, 1926, con el núcleo central utilizado en The Dinner Party. Chicago rinde homenaje tanto a la originalidad de O'Keeffe como a la imaginería de sus cuadros. También reconoce su influencia en artistas feministas posteriores, afirmando que su obra fue "fundamental en el desarrollo de una iconografía auténticamente femenina".
En 1996, el Servicio Postal de los Estados Unidos emitió un sello de 32 centavos en honor a O'Keeffe. En 2013, en el 100 aniversario del Armory Show, el USPS publicó un sello con el Black Mesa Landscape de O'Keeffe, Nuevo México / Out Back de Marie II, 1930 como parte de su serie de Arte Moderno en América.
Una especie fosilizada de archosaurio se llamó Effigia okeeffeae ("Fantasma de O'Keeffe") en enero de 2006, "en honor de Georgia O'Keeffe por sus numerosas pinturas de las tierras en Ghost Ranch y su interés en el Coelophysis cuando fue descubierto".

## Publicaciones
- O’Keeffe, Georgia (1976). Georgia O'Keeffe. New York: Viking Press. ISBN 978-0-670-33710-1.
- O'Keeffe, Georgia (1988). Some Memories of Drawings. Albuquerque, NM: University of New Mexico Press. ISBN 978-0-8263-1113-9.
- Giboire, Clive, ed. (1990). Lovingly, Georgia: The Complete Correspondence of Georgia O'Keeffe & Anita Pollitzer. New York: Simon & Schuster. ISBN 978-0-671-69236-0.
- Greenough, Sarah, ed. (2011). My Faraway One: Selected Letters of Georgia O'Keeffe and Alfred Stieglitz. Volume One, 1915-1933 (anotada edición). New Haven, CT: Yale University Press. ISBN 978-0-300-16630-9.
- Buhler Lynes, Barbara (2012). Georgia O'Keeffe and Her Houses: Ghost Ranch and Abiquiu. Harry N. Abrams. ISBN 9781419703942.
- Herreros, María (2021). Georgia O'Keeffe. Editorial Astiberri.[73]

## Cultura popular
En 1991, PBS puso al aire la producción de American Playhouse A Marriage: O'Keeffe y Alfred Stieglitz, protagonizando a Jane Alexander como O'Keeffe y  Christopher Plummer como Stieglitz.
Lifetime Television produjo un programa biográfico de Georgia O'Keeffe protagonizado por Joan Allen como O'Keeffe, Jeremy Irons como Alfred Stieglitz, Henry Simmons como Jean Toomer, Ed Begley Jr. como el hermano de Stieglitz, Lee y Tyne Daly como Mabel Dodge Luhan. Se estrenó el 19 de septiembre de 2009.
La artista también es mencionada en las series de AMC Better Call Saul y Breaking Bad, e incluso su museo aparece en uno de los episodios de esta última.